# Jan Olszewski

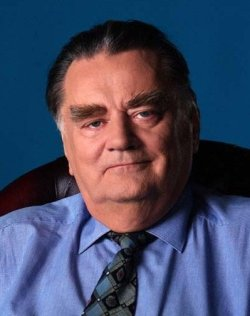
Jan Olszewski (2008)

Jan Ferdynand Olszewski (* 20. August 1930 in Warschau; † 7. Februar 2019 ebenda) war ein polnischer Politiker, Rechtsanwalt und Publizist. Er war 1991/92 für sechs Monate Ministerpräsident von Polen und von 1995 bis 2011 Parteivorsitzender der katholisch-nationalistischen Ruch Odbudowy Polski. Er gehörte von 1991 bis 1993 und von 1997 bis 2005 dem Sejm in dessen I., III. und IV. Wahlperiode an.

## Leben
Jan Olszewskis Mutter war eine Cousine des 1905 von Russen hingerichteten Freiheitskämpfers Stefan Okrzeja. Während des Warschauer Aufstandes war Olszewski Mitglied der militanten Pfadfindereinheit „Szare Szeregi“ und trug den Kampfnamen „Orlik“ (Adlersjunge). Nach dem Krieg betätigte er sich politisch zunächst in der Jugendorganisation der Polskie Stronnictwo Ludowe. Ab 1949 studierte er an der Universität Warschau Jura und legte das Staatsexamen 1953 ab. Ab 1962 war er als Rechtsanwalt zugelassen.
Olszewski publizierte 1955 bis 1957 in der Wochenzeitschrift der intellektuellen Jugend „Po prostu“ („Einfach“, „Auf einfache Art“), die eine bedeutende Rolle in der polnischen Tauwetterperiode spielte. Er veröffentlichte dort einen Aufruf zur Rehabilitierung der von Stalinisten verurteilten Soldaten der Heimatarmee. Nach dem Verbot der Zeitschrift durch die Machthaber gehörte er bis 1962 neben u. a. Jan Józef Lipski, Aleksander Małachowski oder seinem Kollegen aus der „Po prostu“-Redaktion Jerzy Urban dem Klub des Krummen Rades an, einem literarischen Diskussionskreis, dessen Teilnehmer die Politik Polens noch bis in die ersten Jahre des 21. Jahrhunderts mitbestimmen sollten.
In der Volksrepublik Polen vor 1990 war Jan Olszewski als Rechtsanwalt für verschiedene oppositionelle Gruppen, u. a. für das Komitet Obrony Robotników (KOR, deutsch: „Komitee zur Verteidigung der Arbeiter“) und ab 1980 auch für die Gewerkschaft Solidarność, tätig. In politischen Prozessen verteidigte er u. a. Karol Modzelewski, Jacek Kuroń, Melchior Wańkowicz und Adam Michnik, weswegen gegen ihn zeitweise (1968 bis 1970) ein Berufsverbot verhängt wurde. Er war darüber hinaus 1984 bis 1985 Nebenklägerverträter im Gerichtsverfahren um die Tötung Jerzy Popiełuszkos.
1989 war Olszewski Teilnehmer der Runde-Tisch-Gespräche. Von 1990 bis 1992 war er stellvertretender Vorsitzender der Solidarność. 1991 wurde er als Kandidat der von Jarosław Kaczyński geführten Partei Porozumienie Centrum in den Sejm gewählt und war von Dezember 1991 bis Juni 1992 als Chef einer Fünfparteienkoalition Ministerpräsident Polens. In der Nacht vom 4. auf den 5. Juni 1992 schied er durch ein Misstrauensvotum aus, nachdem er sich trotz der offenkundig nicht mehr vorhandenen Parlamentsmehrheit geweigert hatte, zurückzutreten. Die Abstimmung wurde vorgezogen, nachdem Olszewskis Innenminister Antoni Macierewicz eine Aufstellung von angeblichen Konfidenten (V-Männern) des ehemaligen Innensicherheitsdienstes SB veröffentlicht hatte, die u. a. den Namen des christnationalen Sejmmarschalls Wiesław Chrzanowski enthielt. Nachdem er aus dem Ministerpräsidentenamt ausgeschieden war, wurde er bis zum Ende der Wahlperiode Vorsitzender der Fraktion Ruch dla Rzeczypospolitej. Mit der von dieser initiierten „Koalicja dla Rzeczypospolitej“ scheiterte er mit 2,7 % der Stimmen an der neueingeführten 5-%-Hürde und schied aus dem Sejm aus.
Nach anderen erfolglosen Versuchen gründete er 1995 eine eigene, katholisch-nationalistische Partei, die Ruch Odbudowy Polski (ROP, deutsch: „Bewegung für den Wiederaufbau Polens“), deren Vorsitzender er wurde. Im selben Jahr kandidierte er für das Amt des Staatspräsidenten, scheiterte jedoch mit 6,9 % der Stimmen bereits im ersten Wahlgang.
Gewählt bei der Parlamentswahl 1997 war Olszewski bis 2001 für die ROP Abgeordneter im Sejm. Zur Präsidentschaftswahl 2000 erklärte er erneut seine Kandidatur, zog diese aber noch vor dem Wahltermin zurück, um Marian Krzaklewski von der Akcja Wyborcza Solidarność zu unterstützen, der jedoch ebenfalls nicht erfolgreich war. Am 17. August 2000 wurde er bei einem Verkehrsunfall verletzt, bei dem sein hinter dem Lenkrad sitzender ROP-Parteikollege Waldemar Grudziński umkam. Bei der Parlamentswahl 2001 kandidierte er für die Liga Polskich Rodzin (LPR, deutsch: „Liga der Polnischen Familien“), wurde erneut in den Sejm gewählt, trat aber 2002 wieder aus der LPR aus. Er gehörte dem Sejm noch bis zum Ende der Legislaturperiode (2005) an. 2005 kandidierte er aus dem Wahlkreis Warschau zum Senat, erhielt jedoch nur das sechstbeste Ergebnis bei vier zu vergebenden Sitzen. Ab 2006 war er Berater des am 10. April 2010 verstorbenen Staatspräsidenten Lech Kaczyński. Vor den Parlamentswahlen in 2007 bewarb er sich erfolglos um einen Wahllistenplatz der PiS.
Olszewskis Neffe und Patenkind ist der Warschauer Weihbischof Michał Janocha.
2011 erlitt Olszewski einen Schlaganfall, im November 2018 wurde er nach einem plötzlichen Bewusstseinsverlust behandelt. Im Februar 2019 fiel er in ein Koma und starb kurz darauf im Alter von 88 Jahren.